# カイ・T・エリクソン
カイ・テオドール・エリクソン（Kai Theodor Erikson、1931年2月12日 - ） は、アメリカの社会学者であり、大災害の社会的影響に関する権威である。アメリカ社会学会(ASA)の第76代会長を務めた。

## 人生とキャリア
カイ・T・エリクソンは、カナダ生まれの芸術家、ダンサー、作家であるジョアン・エリクソン（ニー・サーソン）とドイツ出身の著名な心理学者で社会学者のエリック・エリクソンの息子としてウィーンで生まれた。彼の母方の祖父は聖公会の牧師であり、プロテスタントとして育てられ、バーモント州のパットニースクール、オレゴン州のリード大学を卒業後、シカゴ大学で博士号を取得した。シカゴ大学で博士課程在学時の1959年には、ピッツバーグ大学の学部に職を得、そこで医学部と社会学部の兼任教員となる。また、のちに妻となる、ジョアンナ・エリクソン（ジョアンナ・スリフカ）とそこで出会う。1963年にはエモリー大学に、1966年にはエール大学に異動。社会学とアメリカ研究でウィリアムR.ケナンJr.公益信託に名誉教授の称を受けた。エールレビュー誌を1979年から1989年にかけて編集していた。
はじめて社会学で専門的な注目を浴びたのは、1966年に出版された博士論文に基に執筆した書籍『あぶれピューリタン 逸脱の社会学』であった。 17世紀後半にセーラム魔女裁判に至ったピューリタンの生活の社会的枠組みを理解しようとする先駆的な研究として、この本に関連する様々な歴史的および社会学的研究を生み出した。
その後も、社会学的な観点から、1954年のマーシャル諸島での核実験、1972年のウェストバージニア州のバッファロー・クリーク洪水（1977年で最も著名な学術とするASAの賞を獲得し、翌1978年に書籍『Everything In Its Path』となった）、1979年のスリーマイル島原子力発電所事故、1989年のエクソンバルディーズ号原油流出事故、1992年から1995年かけてのユーゴスラビアのジェノサイドといった数多くの人的災害を研究してきた。

## 書籍
- 『あぶれピューリタン 逸脱の社会学』村上直之・岩田強（訳）、 現代人文社（2014）、ISBN 978-4877985813

原著：Wayward Puritans: A Study in the Sociology of Deviance (1966),ISBN 978-0023322006
- 『そこにすべてがあった バッファロー・クリーク洪水と集合的トラウマの社会学』宮前良平・大門大朗・高原耕平（訳）、夕書房（2021）、ISBN 978-4909179074

原著：Everything in Its Path(1978),ISBN 978-0671240677
原文：Everything in Its Path: Destruction of Community in the Buffalo Creek Flood (1976),Yale University
- A New Species of Trouble: Explorations in Disaster, Trauma, and Community (1994),ISBN 978-0393035940